# Julius Robert Oppenheimer
Julius Robert Oppenheimer, ameriški fizik, * 22. april 1904, New York, New York, ZDA, † 18. februar 1967, Princeton, New Jersey, ZDA.

## Življenje in delo
Oppenheimer je izhajal iz premožne in kultivirane družine. Že v zgodnji mladosti je izkazal izredno bistrost. Šolal se je na znani Ethical Culture School v New Yorku in končal šolanje kot prvi v razredu. Leta 1922 se je vpisal na Univerzo Harvard, kjer je diplomiral pri P. W. Bridgmanu v treh letih z najvišjimi ocenami. Podiplomski študij je opravil v Angliji, kjer se je srečal s Thompsonom, Rutherfordom in Bornom.
Doktoriral je leta 1927 na Univerzi v Göttingenu, kjer je spoznal von Neumanna. Leta 1928 so ga sprejeli na Kalifornijski tehnološki inštitut (Caltech).
Leta 1930 je dokazal, da proton ne more biti Diracov antielektron in tako odprl pot odkritju pravega antielektrona, pozitrona.
V letu 1935 je pojasnil, kako se hitri devteron, jedro težkega vodika, skupek protona in nevtrona, razcepi, ko se približa pozitivno naelektrenemu atomskemu jedru. Proton, ki nosi pozitvni naboj, čuti odbojno silo in se odkloni. Nenabiti nevtron pa leti neovirano naprej. Zaradi tega je obstreljevanje z devteroni dostikrat enakovredno obstreljevanju z nevtroni s tem, da lahko devterone, ki nosijo električni naboj, s pospeševalniki poženemo do visokih energij, nenabitih nevtronov pa ne moremo.
Prispeval je tudi k razlagi kaskadnih pojavov, v katerih primarni delec iz kozmičnih žarkov ob trku ustvari sekundarne delce, vsak od teh pa ob trku spet nove delce, tako da nastane prava ploha kozmičnih žarkov. 
Ukvarjal se je s črnimi luknjami in med prvimi spoznal, da so teoretično možne. 
Leta 1943 je vodil razvoj prve atomske bombe v Los Alamosu v skrivnem Projektu Manhattan, nato pa je odklonil sodelovanje pri razvoju vodikove bombe. Med letoma 1943 in 1945 je bil prvi predstojnik Narodnega laboratorija v Los Alamosu.
Od leta 1947 do 1953 je bil predsednik splošnega strokovnega sveta pri Komisiji za atomsko energijo, od leta 1947 pa je bil tudi član Inštituta za napredni študij v Princetonu, kjer je ostal do upokojitve leta 1966. V tem času je bil tudi tretji predstojnik tega inštituta. 
Po koncu vojne se je boril za mednarodni nadzor nad atomsko bombo. Vendar je ameriški predsednik leta 1949 z odlokom zavrnil njegovo stališče. Leta 1954 v času senatorja Josepha R. McCarthyja, je Komisija za atomsko energijo Oppenheimerja označila kot lojalnega državljana vendar nezanesljivega glede državnih tajnosti. Pričevanje Tellerja, ki se je zavzemal za razvoj vodikove bombe, je pripomoglo, da so to tudi javno priznali. Oppenheimer od tedaj ni imel več dostopa do zaupnih papirjev. Atomska komisija mu je pozneje leta 1963 podelila nagrado Enrica Fermija za njegov prispevek k jedrskim raziskavam. Sledil je neizogiben spor s Kongresom, ki je znižal višino nagrade od prejšnjih 50.000 dolarjev na 25.000.
Julija 2023 je bilo njegovo delo in življenje opisano v biografskem celovečernem filmu Christopherja Nolana Oppenheimer.